# Прилозє
Прилозє (словен. Prilozje) — поселення в общині Метлика, регіон Південно-Східна Словенія, Словенія.